# Minuartia akinfievii
Minuartia akinfievii là loài thực vật có hoa thuộc họ Cẩm chướng. Loài này được (Schmalh.) Woronow mô tả khoa học đầu tiên năm 1914.